# Селим II Герай
Сели́м II Гера́й (Гире́й) (крым. II Selim Geray, ٢ سليم كراى‎; 1748—1708) — крымский хан из династии Гераев (1743—1748), сын крымского хана Каплана I Герая, внук Селима I Герая.

## Биография
Был калгою при Селямете II Герае (1740—1743) и унаследовал его престол. Селим II Герай оказал неоценимую помощь Османской империи в её войне с Персией: посланный ханом крымский отряд изменил в пользу османов неблагоприятное для них положение на персидском фронте. Одновременно прилагал усилия по закреплению мира с соседями Крыма: так, ханом была осуществлена выдача русских пленных, которой давно добивалась Россия. Старался удерживать кубанских ногайцев от нарушений мирного договора с Петербургом. Всё это характеризует Селима II Герая как продолжателя политического курса его деда, также считавшего необходимой полную согласованность крымской внешней политики с османской. Заняв ханский престол, Селим II назначил калгой Шахина Герая, сына калги Адиля Герая, а нурэддином — Селима Герая, сына кубанского сераскира Бахти Герая. Вскоре после смерти нурэддина Селима Герая новым нурэддином стал Ахмед Герай, сын Мехмеда Герая и внук хана Девлета II Герая.
Во время правления показал себя как умелый и жёсткий политик, завоевав всеобщий почёт и получив прозвание «Катты» — (крымскотат. qattı — «твёрдый», «непоколебимый»). Хану, как и многим его предшественникам в XVIII веке, пришлось столкнуться с очередным мятежом буджакских ногайцев, которых поднял взбунтовавшийся калга Шахин Герай, герой персидской войны. Восстание было подавлено, а Шахин Герай был прощён ханом. Селима II Герая очень уважали при султанском дворе. Султан доверял ему и позволил вести целиком самостоятельную политику, будучи уверен, что хан никогда не поступит наперекор интересам Турции. Во время визита к султану зимой 1746—1747 годов Селим II Герай удостоился особых почестей. Скоропостижно скончался в Бахчисарае. Похоронен на Ханском кладбище.